# Den Ouden Puth
Den Ouden Puth is een stadskasteel in de Nederlandse stad Utrecht.
Dit grote stenen weerbare huis is in het eerste kwart van de 14e eeuw aan de Oudegracht 219 gebouwd. Oorspronkelijk was het onder meer voorzien van een gedeeltelijke weergang. Gaandeweg de eeuwen is Den Ouden Puth verbouwd. De originele sporenkap van het stadskasteel ging bij een brand in 1962 verloren. In de tweede helft van de 20e eeuw is het pand gesplitst in aparte kadastrale percelen, waarvan het nieuwe deel een huisnummer in de Zwaansteeg kreeg. Het bovenste deel van het huis is in gebruik als woonruimte, net als het deel in de Zwaansteeg. De begane grond van Oudegracht 219 heeft een winkelbestemming.
Op nummer 221 stond vermoedelijk aangrenzend een zijhuis van Den Ouden Puth. Na een brand aan het eind van de 19e eeuw is dit naastgelegen huis compleet vernieuwd. Een eindje verderop staat op nummer 187 het grote stenen huis Ten Putten dat sterk verwant is aan het stadskasteel; het is ook in de middeleeuwen voor de familie Ten Putte gebouwd.
In het pand zijn sporen gevonden van vermoedelijk de oudste spiltrap van Nederland. Deze trap zou uit het einde van de 13e of het begin van de 14e eeuw stammen.

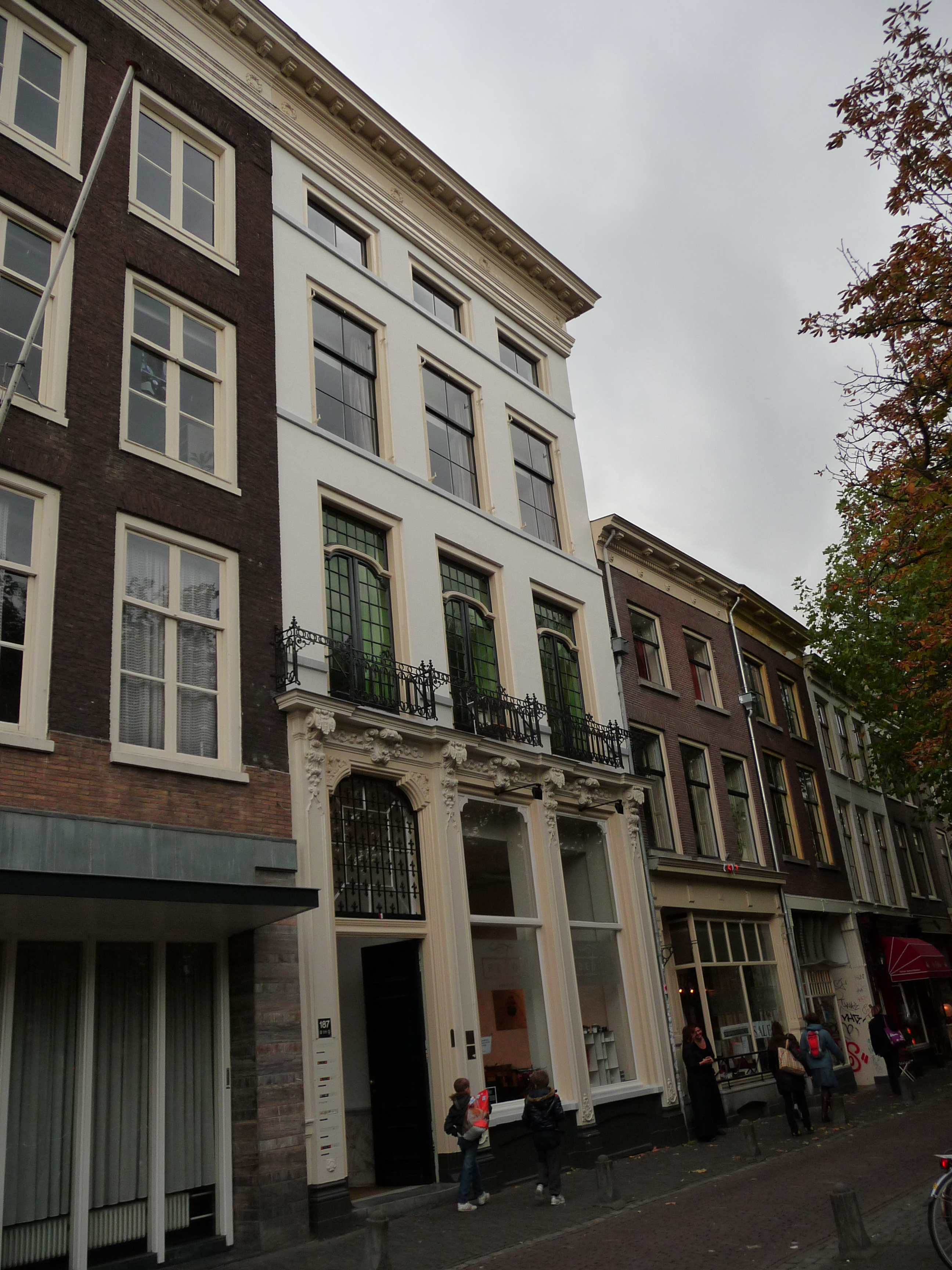
Huis Ten Putten (Oudegracht 187).